# 唐津市立加唐小中学校
唐津市立加唐小中学校（からつしりつ かからしょうちゅうがっこう）は、佐賀県唐津市鎮西町加唐島にある公立の小・中併設校。

## 概要
歴史
小学校は1875年（明治8年）に「加唐小学校」として創立。中学校は1947年（昭和22年）の学制改革の際に新制中学校として発足。2020年（令和2年）には小学校は創立145周年、中学校は創立73周年を迎えた。
分校
- 松島分校 - 小学校の分校。加唐島の隣の島、松島にある。2013年（平成25年）4月1日から休校している。
  - 所在地 - 〒847-0406 佐賀県唐津市鎮西町松島3515番地6（北緯33度35分14.344秒 東経129度50分15.574秒 / 北緯33.58731778度 東経129.83765944度）

校区
住所表記で「唐津市鎮西町」の後に「加唐島、松島」が続く地域。
校章
1957年（昭和32年）に制定。海と椿の花弁および葉を図案化したものを背景にして、中央に校名の「加唐」の文字（縦書き）を置いている。
校歌
1957年（昭和32年）に制定。歌詞は3番まであり、各番の最後に校名の「加唐校」が登場する。
松島分校にも分校歌があり、歌詞は3番まで、各番の最後に校名の「松島校」が登場する。

## 沿革
- 1875年（明治8年）5月 - 第五大学区佐賀県管下第六中学区松浦郡の小学校として「下等加唐小学校」が創立。初代校長は齊田鹿信。
- 1882年（明治15年）3月 - 統合により「公立中等名古屋小学校[2] 加唐分教場」となる。
- 1887年（明治20年）
  - 2月 - 小学校令の施行により、「尋常名古屋[2]小学校 加唐分校」に改称。簡易科（3年生制）を設置。
  - この年  - 火災により校舎を焼失。1989年（明治22年）12月まで廃校を余儀なくされる。
- 1890年（明治23年）- 校舎を再建。「簡易加唐小学校」と改称。
- 1892年（明治25年）5月 - 尋常科（4年制）を設置の上、「加唐尋常小学校」に改称。
- 1898年（明治31年）9月 - 校舎を改築。
- 1904年（明治37年）6月 - 児童数の増加により既存の校舎が狭くなったため、改築を行い移転を完了。
- 1910年（明治43年）4月 - 小学校令の改正により、尋常科の修業年限（義務教育年限）が4年から6年に延長される。
- 1916年（大正5年）- 名古屋[2]実業補習学校 加唐分教場を設置する。
- 1922年（大正11年）1月1日 - 村名の表記が名古屋村から「名護屋村」に改定される。
- 1924年（大正13年）1月 - 富の浦に校舎を新築し、移転を完了。
- 1928年（昭和3年）- 併設の実業補習学校が「名護屋公民学校 加唐分教場」と改称。
- 1935年（昭和10年）- 青年学校令の施行により、併設の公民学校が「名護屋村立実業青年学校 加唐分教場」に改称。
- 1939年（昭和14年）4月 - 青年学校に女子専任教員を配置する。男子専任教員は馬渡分教場との兼務となる。
- 1941年（昭和16年）4月1日 - 国民学校令の施行により、「名護屋村加唐国民学校」に改称。尋常科を初等科に改める（初等科6年）。
- 1942年（昭和17年）4月 - 青年学校分教場に男子専任教員が配置される。加唐島教育後援会が設立される。松島分教場の設置が認可される。
- 1944年（昭和19年）4月 - 高等科（2年制）を新設。
- 1945年（昭和20年）4月 - 師範学校卒業女子訓導が初めて配置される。
- 1947年（昭和22年）4月1日 - 学制改革（六・三制の実施）が行われる。
  - 加唐国民学校の初等科は「名護屋村立加唐小学校」となる。
  - 加唐国民学校の高等科は青年学校の普通科と統合され、新制中学校「名護屋村立加唐中学校」が発足。小学校に併設される。
- 1948年（昭和23年）
  - 3月 - 中学校松島分教場1学級増加を認可。
  - 9月 - 松島分教場の校舎が完成。
- 1949年（昭和24年）2月 - 中学校の木造新校舎が完成。
- 1956年（昭和31年）9月30日 - 名護屋村が打上村と合併し鎮西町が発足したことにより「鎮西町立加唐小中学校」に改称。
- 1957年（昭和32年）
  - 2月 - 校旗・校歌を制定。
  - 4月 - 小学校校舎が完成。
- 1958年（昭和33年）4月 - 松島分校校舎が完成。
- 1960年（昭和35年）
  - 4月 - 松島分校に電話が開通。
  - 9月 - 自家発電装置を新設。
- 1969年（昭和44年）4月 - 松島分校が独立し、「鎮西町立松島小中学校」として独立。
- 1980年（昭和55年）4月 - 中学校校舎跡に鉄筋コンクリート造3階建ての小・中併設校舎が完成。
- 1981年（昭和56年）
  - 2月 - 小学校校舎跡に体育館が完成。
  - 3月 - 運動場を拡張。
- 1987年（昭和62年）4月 - 松島中学校を統合（松島の中学生は加唐島へスクールボートで通学となる）。松島小学校を統合の上、松島分校とする。
- 1988年（昭和63年）3月 - 校旗を新調。プールが完成。松島分校を休校とし、2年生児童1名はスクールボートで加唐小へ通学する。
- 1994年（平成6年）4月 - 完全給食を開始。
- 1996年（平成8年）4月 - 松島分校を再開。
- 2001年（平成13年）9月 - 松島分校での給食を開始。
- 2005年（平成17年）
  - 1月1日 - 鎮西町が唐津市に編入されたことにより「唐津市立加唐小中学校」（現校名）に改称。
    - 加唐小中学校所在地が「佐賀県唐津市鎮西町加唐島25番地」、松島分校の地番が3487番地が「3531番地6」に変更。

  - 2月 - 校名変更に伴い、校旗を新調。
- 2006年（平成18年）2月 - 大規模校舎改修工事が完成。
- 2010年（平成22年）6月 - 国立天文台ハワイ観測所とテレビ会議システムによる遠隔授業を実施。
- 2013年（平成25年）3月31日 - 松島分校を休校。

## 交通アクセス
- 加唐島 - 呼子港との間に、加唐島渡船により、「かから丸」が運航されている。片道約17分[3]。
- 松島 - 呼子港の間に、個人事業者により、渡船「新栄」が運航されている。片道約15分[4]。

## 周辺
本校
- 加唐島簡易郵便局
- 加唐島診療所
- 加唐島フェリーターミナル
- 加唐島漁港

松島分校
- カトリック松島教会

## 参考資料
- 「鎮西町史」（1962年（昭和37年）4月20日発行, 鎮西町）